# ゴセイカード
ゴセイカードとは、特撮番組『天装戦隊ゴセイジャー』に登場するカード状の架空のアイテムの名称である。玩具では「ダイスオーカード」（スーパー戦隊バトル ダイスオー参照）と呼称される。

## 概要
ゴセイカードはゴセイジャーの5人とゴセイナイトが使用する。普段はベルトのバックルに収納されている。テンソウダーやレオンセルラーにセットすることで、ゴセイパワーを解放して天装術が発動する。ただし、ゴセイナイトの所持するカードには3桁の解放コードが記されており、これをレオンセルラーで入力する必要がある。
普段は銀色で無地のカードであり、護星天使たちがパワーを注ぎ込むことで絵柄が出現し、使用できるようになる。また、護星天使たちの感情や考え方の変化を敏感に感じ取り、新たなカードの絵柄が出現することがある。天使たちはこの現象を「奇跡」と呼んでいる。
カードには「CHANGE」「SUMMON」「COMBINE」などの分類があり、これによって効果が大きく分かれている。また、どの種族のパワーを司るかによって「スカイ」「ランド」「シー」といったように属性が分かれている。カードによっては複数の属性を合わせ持つものや、種族に関係ない共通カードといったものもある。
この分類や属性などの情報はどれもカードから読み取ることができる。
カードのデザインは、データカードダスゲーム『スーパー戦隊バトル ダイスオー』で使用するダイスオーカードを模したものとなっている。ただし、ダイスオーカードが日本語で表記されているのに対し、劇中のゴセイカードは英語・ローマ字表記となっている、ゴセイカードで表記メンバーのステータス（体力・攻撃）が記されているなど、相違点も多い。
上記のように、『天装戦隊ゴセイジャー』の1年前に放送されていた『仮面ライダーディケイド』に登場するライダーカードとほぼ同じ商品展開となっている。

## カードの一覧
表記・分類は書籍『天装戦隊ゴセイジャー超全集』および『スーパー戦隊 Official Mook 21世紀 vol.10 天装戦隊ゴセイジャー』に基づく。
| 名称 （英字表記）                                           | 分類               | 属性           | 効果 |
| チェンジカード                                              | チェンジカード     | チェンジカード | チェンジカード |
| ----------------------------------------------------------- | ------------------ | -------------- | --- |
| ゴセイレッド （GOSEI RED）                                  | チェンジ           | スカイ         | ゴセイレッドに変身する。 |
| ゴセイピンク （GOSEI PINK）                                 | チェンジ           | スカイ         | ゴセイピンクに変身する。 |
| ゴセイブラック （GOSEI BLACK）                              | チェンジ           | ランド         | ゴセイブラックに変身する。 |
| ゴセイイエロー （GOSEI YELLOW）                             | チェンジ           | ランド         | ゴセイイエローに変身する。 |
| ゴセイブルー （GOSEI BLUE）                                 | チェンジ           | シー           | ゴセイブルーに変身する。 |
| ゴセイナイト （GOSEI KNIGHT）                               | チェンジ           | ランド         | グランディオンヘッダーがゴセイナイトの姿へ戻る。認識番号は535。                                                                                          |
| グランディオン （GROUNDION）                                | チェンジ           | ランド         | ゴセイナイトがグランディオンヘッダーに変身する。認識番号は717。                                                                                          |
| スーパーゴセイブラック （SUPER GOSEI BLACK）                | チェンジ           | ランド         | ゴセイテンソードを使用せずに直接スーパーゴセイブラックに変身する。掛け声は「超天装」。                                                                   |
| スーパーチェンジカード                                      |                    |                | |
| スーパーシンケンゴールド （SUPER CHANGE）                   | チェンジ           | スカイ         | シンケンゴールドをスーパーシンケンゴールドに変身させる。                                                                                                 |
| スーパーシンケンピンク （SUPER CHANGE）                     | チェンジ           | スカイ         | シンケンピンクをスーパーシンケンピンクに変身させる。 |
| スーパーシンケングリーン （SUPER CHANGE）                   | チェンジ           | ランド         | シンケングリーンをスーパーシンケングリーンに変身させる。                                                                                                 |
| スーパーシンケンイエロー （SUPER CHANGE）                   | チェンジ           | ランド         | シンケンイエローをスーパーシンケンイエローに変身させる。                                                                                                 |
| スーパーシンケンブルー （SUPER CHANGE）                     | チェンジ           | シー           | シンケンブルーをスーパーシンケンブルーに変身させる。 |
| ゴセイウェポンカード                                        |                    |                | |
| スカイックソード （SKICK SWORD）                            | サモン             | スカイ         | スカイックソードを装備する。 |
| スカイックショット （SKICK SHOT）                           | サモン             | スカイ         | スカイックショットを装備する。 |
| ランディックアックス （LANDICK AX）                         | サモン             | ランド         | ランディックアックスを装備する。 |
| ランディッククロー （LANDICK CLAW）                         | サモン             | ランド         | ランディッククローを装備する。 |
| シーイックボウガン （SEAICK BOWGUN）                        | サモン             | シー           | シーイックボウガンを装備する。 |
| ミラクルゴセイパワーカード                                  |                    |                | |
| ミラクルゴセイパワー（レッド） （MIRACLE GOSEI POWER）      | サモン             | スカイ         | ミラクルドラゴンヘッダーとゴセイテンソードを召喚する。                                                                                                   |
| ミラクルゴセイパワー（ピンク） （MIRACLE GOSEI POWER）      | サモン             | スカイ         | ミラクルフェニックスヘッダーとゴセイテンソードを召喚する。                                                                                               |
| ミラクルゴセイパワー（ブラック） （MIRACLE GOSEI POWER）    | サモン             | ランド         | ミラクルスネークヘッダーとゴセイテンソードを召喚する。                                                                                                   |
| ミラクルゴセイパワー（イエロー） （MIRACLE GOSEI POWER）    | サモン             | ランド         | ミラクルタイガーヘッダーとゴセイテンソードを召喚する。                                                                                                   |
| ミラクルゴセイパワー（ブルー） （MIRACLE GOSEI POWER）      | サモン             | シー           | ミラクルシャークヘッダーとゴセイテンソードを召喚する。                                                                                                   |
| ゴセイ&ナイトダイナミックカード                             |                    |                | |
| ゴセイダイナミック （GOSEI DYNAMIC）                        | ダイナミック       | スカイ         | ゴセイダイナミックを発動する。口上は「閃くスカイックパワー」。                                                                                           |
| ゴセイダイナミック （GOSEI DYNAMIC）                        | ダイナミック       | ランド         | ゴセイダイナミックを発動する。口上は「猛るランディックパワー」。                                                                                         |
| ゴセイダイナミック （GOSEI DYNAMIC）                        | ダイナミック       | シー           | ゴセイダイナミックを発動する。口上は「冴えるシーイックパワー」。                                                                                         |
| ナイトダイナミック （KNIGHT DYNAMIC）                       | ダイナミック       | 共通           | ナイトダイナミックを発動する。認識番号は474。口上は「断罪のナイティックパワー」。                                                                        |
| スカイ・ランド・シーダイナミックカード                      |                    |                | |
| スカイダイナミック （SKY DYNAMIC）                          | ダイナミック       | スカイ         | スカイダイナミックまたはレッドダイナミックを発動する。                                                                                                   |
| ランドシーダイナミック （LAND SEA DYNAMIC）                 | ダイナミック       | ランド         | ランドシーダイナミックを発動する。 |
| ランドシーダイナミック （LAND SEA DYNAMIC）                 | ダイナミック       | シー           | ランドシーダイナミックを発動する。 |
| ミラクルゴセイダイナミックカード                            |                    |                | |
| ミラクルゴセイダイナミック （MIRACLE GOSEI DYNAMIC）        | ダイナミック       | スカイ         | ミラクルゴセイダイナミックを発動する。 |
| ミラクルゴセイダイナミック （MIRACLE GOSEI DYNAMIC）        | ダイナミック       | ランド         | ミラクルゴセイダイナミックを発動する。 |
| ミラクルゴセイダイナミック （MIRACLE GOSEI DYNAMIC）        | ダイナミック       | シー           | ミラクルゴセイダイナミックを発動する。 |
| ゴセイヘッダーカード                                        |                    |                | |
| ドラゴンヘッダー （DRAGON HEADDER）                         | サモン             | スカイ         | ドラゴンヘッダーを召喚する。 |
| フェニックスヘッダー （PHOENIX HEADDER）                    | サモン             | スカイ         | フェニックスヘッダーを召喚する。 |
| スネークヘッダー （SNAKE HEADDER）                          | サモン             | ランド         | スネークヘッダーを召喚する。 |
| タイガーヘッダー （TIGER HEADDER）                          | サモン             | ランド         | タイガーヘッダーを召喚する。 |
| シャークヘッダー （SHARK HEADDER）                          | サモン             | シー           | シャークヘッダーを召喚する。 |
| ハイパーチェンジヘッダー （HYPER CHANGE HEADDER）           | サモン             | 共通           | ハイパーチェンジヘッダーを召喚する。 |
| バルカンヘッダー （VULCAN HEADDER）                         | サモン             | ランド         | バルカンヘッダーを召喚する。認識番号は848。 |
| ゴセイブラザーカード                                        |                    |                | |
| シーイックブラザー （SEAICK BROTHER）                       | サモン             | シー           | シーイックブラザー（マンタヘッダー･ソーシャークヘッダー･ハンマーシャークヘッダー）を召喚する。                                                           |
| ランディックブラザー （LANDICK BROTHER）                    | サモン             | ランド         | ランディックブラザー（クワガヘッダー･サイヘッダー･ティラノヘッダー）を召喚する。                                                                         |
| エキゾチックブラザー （EXOTIC BROTHER）                     | サモン             | スカイ         | アラタの落書きによって誕生した。エキゾチックブラザー（紫･水色･黄緑･オレンジ各色のドラゴンヘッダー）を召喚する。                                          |
| スカイックブラザー （SKICK BROTHER）                        | サモン             | スカイ         | スカイックブラザー（タカヘッダー･クロウヘッダー･プテラヘッダー）を召喚する。                                                                             |
| ミスティックブラザー （MYSTIC BROTHER）                     | サモン             | 共通           | ミスティックブラザー（エッグヘッダー×2･ミスティックランナー）を召喚する。                                                                                |
| ナイトブラザー （KNIGHT BROTHER）                           | サモン             | ナイト         | ナイトブラザー（スカイオン･シーレオン）を召喚する。認識番号は262。                                                                                       |
| ゴセイマシンカード                                          |                    |                | |
| ゴセイドラゴン （GOSEI DRAGON）                             | サモン             | スカイ         | ゴセイドラゴンを召喚する。 |
| ゴセイフェニックス （GOSEI PHOENIX）                        | サモン             | スカイ         | ゴセイフェニックスを召喚する。 |
| ゴセイスネーク （GOSEI SNAKE）                              | サモン             | ランド         | ゴセイスネークを召喚する。 |
| ゴセイタイガー （GOSEI TIGER）                              | サモン             | ランド         | ゴセイタイガーを召喚する。 |
| ゴセイシャーク （GOSEI SHARK）                              | サモン             | シー           | ゴセイシャークを召喚する。 |
| ゴセイワンダー （GOSEI WONDER）                             | サモン             | 共通           | ゴセイワンダーを召喚する。 |
| ゴセイアルティメット （GOSEI ULTIMATE）                     | サモン             | 共通           | ゴセイアルティメットを召喚する。 |
| コンバインカード                                            |                    |                | |
| ゴセイグレート （GOSEI GREAT）                              | コンバイン         | 各個別         | ゴセイマシン5機をゴセイグレートに天装合体させる。左下の種族のシンボルマークが異なる。                                                                    |
| ハイパーゴセイグレート （HYPER GOSEI GREAT）                | コンバイン         | 共通           | ゴセイマシン・ヘッダー・データスハイパーをハイパーゴセイグレートに天装合体させる。                                                                       |
| ゴセイグランド （GOSEI GROUND）                             | コンバイン         | 共通           | ゴセイマシン3体をゴセイグランドに天装合体させる。認識番号は353。                                                                                         |
| グランドゴセイグレート （GROUND GOSEI GREAT）               | コンバイン         | 共通           | ゴセイマシンやヘッダーをグランドゴセイグレートに天装合体させる。認識番号は525。                                                                          |
| ワンダーゴセイグレート （WONDER GOSEI GREAT）               | コンバイン         | 共通           | ゴセイマシン5機をワンダーゴセイグレートに天装合体させる。                                                                                                |
| アルティメットゴセイグレート （ULTIMATE GOSEI GREAT）       | コンバイン         | 共通           | ゴセイグレートとゴセイアルティメットをアルティメットゴセイグレートに合体させる。                                                                         |
| グランドハイパーゴセイグレート （GROUND HYPER GOSEI GREAT） | コンバイン         | 共通           | ゴセイマシン・ヘッダー・データスハイパーをグランドハイパーゴセイグレートにミラクル天装合体させる。                                                       |
| ビクトリーチャージカード                                    |                    |                | |
| グレートストライク （VICTORY CHARGE）                       | チャージ           | 共通           | ゴセイグレートの必殺技グレートストライクを発動する。 |
| スカイックストライク （VICTORY CHARGE）                     | チャージ           | 共通           | スカイックゴセイグレートの必殺技スカイックストライクを発動する。                                                                                         |
| ランディックストライク （VICTORY CHARGE）                   | チャージ           | 共通           | ランディックゴセイグレートの必殺技ランディックストライクを発動する。                                                                                     |
| シーイックストライク （VICTORY CHARGE）                     | チャージ           | 共通           | シーイックゴセイグレートの必殺技シーイックストライクを発動する。                                                                                         |
| ハイパーヘッダーストライク （VICTORY CHARGE）               | チャージ           | 共通           | ハイパーゴセイグレートの必殺技ハイパーヘッダーストライクを発動する。                                                                                     |
| グランドラスティック （VICTORY CHARGE）                     | チャージ           | 共通           | ゴセイグランドの必殺技グランドラスティックを発動する。                                                                                                   |
| グランドグレートストライク （VICTORY CHARGE）               | チャージ           | 共通           | グランドゴセイグレートの必殺技グランドグレートストライクを発動する。                                                                                     |
| ワンダフルストライク （VICTORY CHARGE）                     | チャージ           | 共通           | ワンダーゴセイグレートの必殺技ワンダフルストライクを発動する。                                                                                           |
| アルティメットチャージ （ULTIMATE CHARGE）                  | チャージ           | 共通           | ゴセイアルティメットの必殺技アルティメットストライクを発動する。                                                                                         |
| モヂカラヘッダーストライク （VICTORY CHARGE）               | チャージ           | 共通           | グランドハイパーゴセイグレートの必殺技モヂカラヘッダーストライクを発動する。                                                                             |
| スカイックの天装術カード                                    |                    |                | |
| インビジブリーズ （INVISIBREEZE）                           | アウトブレイク     | スカイ         | 光を風で屈折し、自分の姿を透明にする。 |
| ツイストルネード （TWISTORNADO）                            | エクスプロージョン | スカイ         | 強力な嵐を発生させる。 |
| コンプレッサンダー （COMPRETHUNDER）                        | スパーク           | スカイ         | 暗雲を呼び寄せて雷を落とす。 |
| コンプレッサンダーSP （COMPRETHUNDER）                      | スパーク           | スカイ         | コンプレッサンダーの強化版。 |
| ウィンドライブ （WINDRIVE）                                 | スプラッシュ       | スカイ         | 風に乗せて対象を運ぶ。認識番号は404。 |
| ディフェンストーム （DEFENSTORM）                           | イクスパンド       | スカイ         | 風のパワーで堅固な防壁を作り、敵の攻撃を封じる。認識番号は707。                                                                                          |
| メモリーフライ （MEMORYFLY）                                | イクスパンド       | スカイ         | 対象になる人物（多人数も可）の特定の記憶を消去する。 |
| 火炎トルネード （KAENTORNADO）                              | エクスプロージョン | スカイ         | 超強力な炎を纏った竜巻を発生させる。 |
| ランディックの天装術カード                                  |                    |                | |
| スパークエイク （SPARQUAKE）                                | スパーク           | ランド         | 大地を振動させて、様々なエネルギーを発生させる。 |
| ロックラッシュ （ROCKRUSH）                                 | エクスプロージョン | ランド         | 地面から巨大な岩を出現させ、戦いに利用する。 |
| ディフェンストーン （DEFENSTONE）                           | イクスパンド       | ランド         | 巨石のパワーで堅固な防壁を作り、敵の攻撃を封じる。 |
| ロープラント （ROPLANT）                                    | アウトブレイク     | ランド         | 地面から伸びた蔦を敵に巻きつかせて動きを封じる。 |
| メモリーベリー （MEMORYBURY）                               | イクスパンド       | ランド         | 対象になる人物（多人数も可）の特定の記憶を消去する。 |
| シーイックの天装術カード                                    |                    |                | |
| プレッシャワー （PRESSHOWER）                               | スプラッシュ       | シー           | 任意の場所から水柱を出現させる。 |
| ウォーターレンズ （WATERLENS）                              | アウトブレイク     | シー           | ゴセイパワーを一点に集中し、テンソウダーの通信を空気中の水分でレンズを作り、パワー集束装置を生み出して映し出す。                                         |
| カモミラージュ （CAMOUMIRAGE）                              | フォーカス         | シー           | 自分や仲間（敵でも可）の姿を別人に変える。 |
| アイストップ （ISTOP）                                      | スプラッシュ       | シー           | 相手を氷漬けにして動きを封じる。 |
| ディフェンストリーム （DEFENSTREAM）                        | イクスパンド       | シー           | 水流のパワーで堅固な防壁を作り、敵の攻撃を封じる。 |
| メモリーウォッシュ （MEMORYWASH）                           | イクスパンド       | シー           | 対象になる人物（多人数も可）の特定の記憶を消去する。 |
| ナイティックの天装術カード                                  |                    |                | |
| インビジブリーズ （INVISIBREEZE）                           | アウトブレイク     | スカイ         | 自分の姿を風に変える。認識番号は606。 |
| ツイストルネード （TWISTORNADO）                            | エクスプロージョン | スカイ         | 強力な竜巻を発生させる。認識番号は202。 |
| コンプレッサンダー （COMPRETHUNDER）                        | スパーク           | スカイ         | 強力な雷を発生させる。認識番号は303。 |
| ロックラッシュ （ROCKRUSH）                                 | エクスプロージョン | ランド         | 地面から大きな岩を出現させる。認識番号は202。 |
| ロープラント （ROPLANT）                                    | アウトブレイク     | ランド         | 地面から伸びた蔦で縛る。認識番号は606。 |
| プレッシャワー （PRESSHOWER）                               | スプラッシュ       | シー           | 任意の場所から水を噴出させる。認識番号は404。 |
| アイストップ （ISTOP）                                      | スプラッシュ       | シー           | 相手を氷漬けにして動きを封じる。認識番号は404。 |
| ディフェンストリーム （DEFENSTREAM）                        | イクスパンド       | シー           | 水流の壁を作る。認識番号は707。 |
| フリーズドライブ （FREEZEDRIVE）                            | スプラッシュ       | ナイト         | 対象物を凍結させることで、破壊や腐敗の進行を遅らせる。認識番号は404。                                                                                    |
| トライアングローバル （TRIANGLOBAL）                        | フォーカス         | ナイト         | 竜巻、水流、大地の震動エネルギーによる、スカイ・ランド・シー全ての属性のパワーを三角形型に強烈な地球パワーを生み出す。認識番号は505。                    |
| その他のカード                                              |                    |                | |
| イクスパンドリームカード （EXPANDREAM）                     | イクスパンド       | 共通           | 護星天使たちが空に祈りを捧げる『護星祭』という地球の平和に感謝する祭に使用される特別なカード。カードに書き入れた夢や願いを白い羽根のエネルギーに変える。 |
| EDカード                                                    |                    |                | エンディング映像に登場するカード。 |
| リフレクラウド （REFLECLOUD）                               | イクスパンド       | スカイ         | 光の壁で光線を反射する。 |
| リフレクオーツ （REFLEQUARTZ）                              | イクスパンド       | ランド         | 光の壁で光線を反射する。 |
| リフレクリア （REFLECLEAR）                                 | イクスパンド       | シー           | 光の壁で光線を反射する。 |